# Catoblemma anaemacta
Catoblemma anaemacta là một loài bướm đêm trong họ Erebidae.